# Aeropuerto de Almería
El Aeropuerto Internacional de Almería (IATA: LEI, OACI: LEAM) es un aeropuerto español de Aena que se sitúa en el sureste de España, en la comunidad autónoma de Andalucía. El aeropuerto se encuentra próximo a los principales núcleos turísticos de la provincia como son Almería, el parque natural del Cabo de Gata-Níjar, El Ejido, Mojácar, Almerimar, Roquetas de Mar, Vera. 
En 2009 viajaron por el aeropuerto 791.830 pasajeros, con un descenso del 22,7% con respecto a las cifras de 2008; y hubo un total de 15.391 operaciones de aeronaves, un 15,8% menos que el año anterior. También han pasado por el aeropuerto de Almería un total de 16.328 toneladas de carga, una pérdida del 23,8% con respecto a 2008.
En el año 2017 el aeropuerto de Almería incrementó el número de pasajeros en un 9,5%, llegando así a los 1.007.446, recuperando el millón de pasajeros tras años de datos en negativo y consolidando la cuarta plaza a nivel autonómico.
El Aeropuerto Internacional de Almería es el cuarto en importancia de Andalucía y con vuelos nacionales e internacionales, principalmente Madrid, Barcelona, Melilla, Londres, Bruselas y ciudades alemanas, británicas y del ámbito de la Unión Europea. 
El Aeropuerto de Almería pasó a ser gestionado por Aena en 1991, cuando la empresa pública asumió el control de la red de aeropuertos españoles. Antes de eso, la gestión del aeropuerto dependía directamente del Estado a través del Ministerio de Transportes. Desde entonces, el Aeropuerto de Almería ha experimentado diversas mejoras en sus instalaciones y servicios, adaptándose a las necesidades del turismo y el comercio en la provincia. Aena sigue siendo el operador del aeropuerto, aunque desde 2015 la empresa pasó a ser parcialmente privatizada, con el Gobierno de España manteniendo el 51% de las acciones a través de la Entidad Pública Empresarial Enaire.

## Historia
Previamente a la construcción de este aeropuerto, el aeródromo más cercano se ubicaba en Tabernas, inaugurado en 1932 y abandonado tras la guerra civil española, por su carencia de instalaciones fijas.
Ya en los años 50 estaba siendo demandado por la población almeriense como vía de salida de la producción agrícola temprana y a principios de 1966 empezó su construcción, gracias al Plan General de Aeropuertos. Para su construcción, la Sociedad Hidroeléctrica del Chorro tendió una línea eléctrica exclusiva para las instalaciones, y se importó el cemento necesario desde Rumanía y Polonia, pero se vio afectada por unas jornadas de lluvias torrenciales que arrasaron con toda la maquinaria que se estaba empleando. 
El primer vuelo en aterrizar portaba al ministro del Aire José Lacalle, pero fue inaugurado el 6 de febrero de 1968. La inauguración fue llevada a cabo por el alcalde de la ciudad en aquella ocasión: Guillermo Verdejo Vivas y las autoridades nacionales: Manuel Fraga Iribarne y el jefe del Estado español Francisco Franco, que llegaron a bordo de dos aviones Douglas DC-8 al aeropuerto para dicha inauguración. El diseño del aeropuerto es mérito del ingeniero almeriense Juan Valverde.
Ya en el siglo XXI tuvo una serie de mejoras realizadas por el Ministerio de Fomento, que planificó un proyecto de ampliación que afectó a casi toda la instalación, modernizándolo y adaptándolo a las nuevas necesidades. También se propuso hacia el año 2005, en el Plan General de Ordenación Urbana de Almería, que las instalaciones aeroportuarias fueran trasladadas a la zona limítrofe con el municipio de Níjar, en las cercanías de la pedanía de El Viso.

## Infraestructuras
El Aeropuerto de Almería cuenta con una única pista de aterrizaje de 3.200 metros, además de 24 plataformas para aeronaves. Dispone de una terminal de pasajeros, con zonas de embarque y llegadas, así como una torre de control equipada con tecnología de navegación aérea.
Entre sus servicios destacan el aparcamiento para vehículos, asistencia en tierra (handling), y una zona comercial con tiendas, cafeterías y restaurantes. También cuenta con un área de carga y logística para mercancías, además de conexiones de transporte público y alquiler de vehículos.

## Aerolíneas y destinos

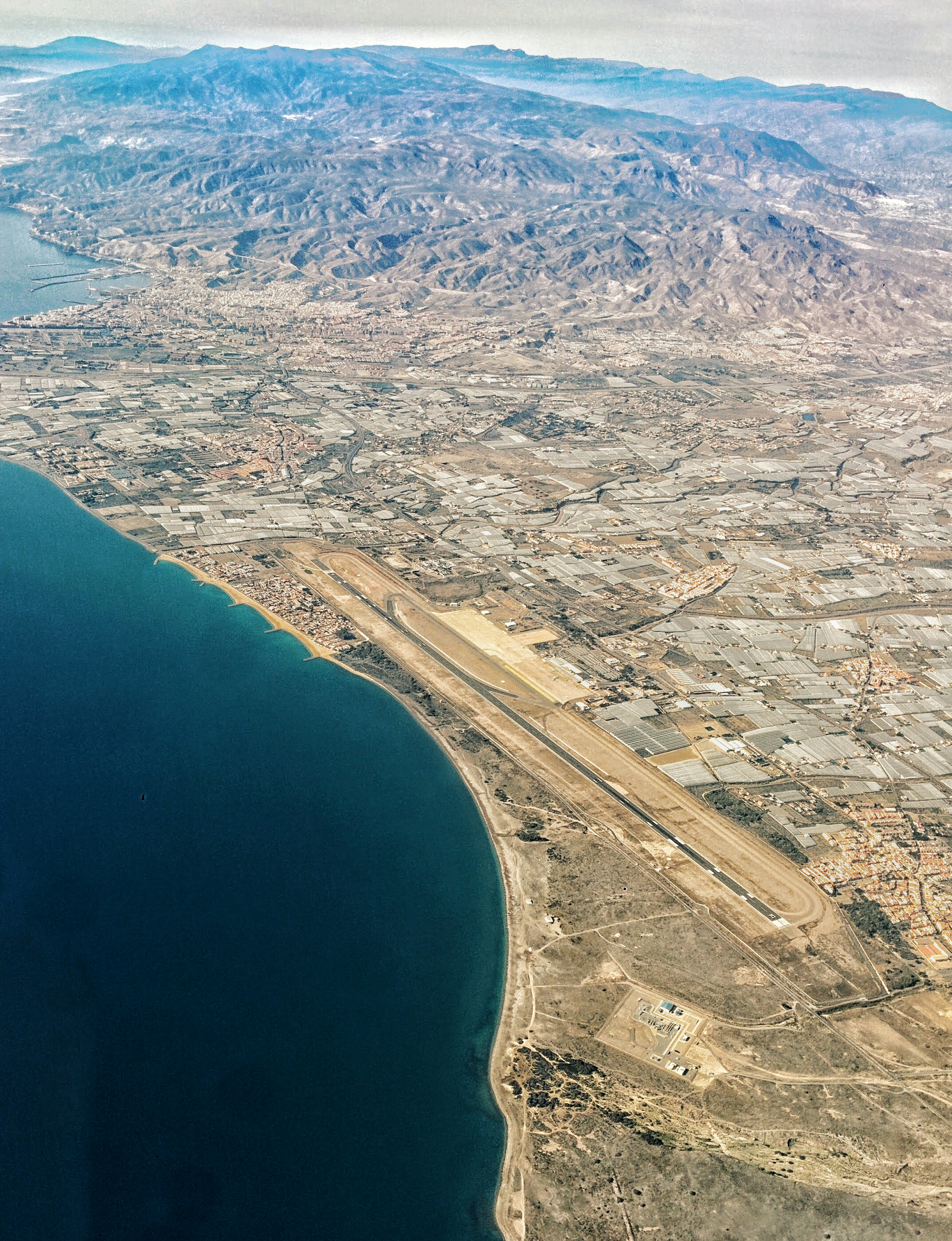
Vista aérea del aeropuerto hacia el oeste

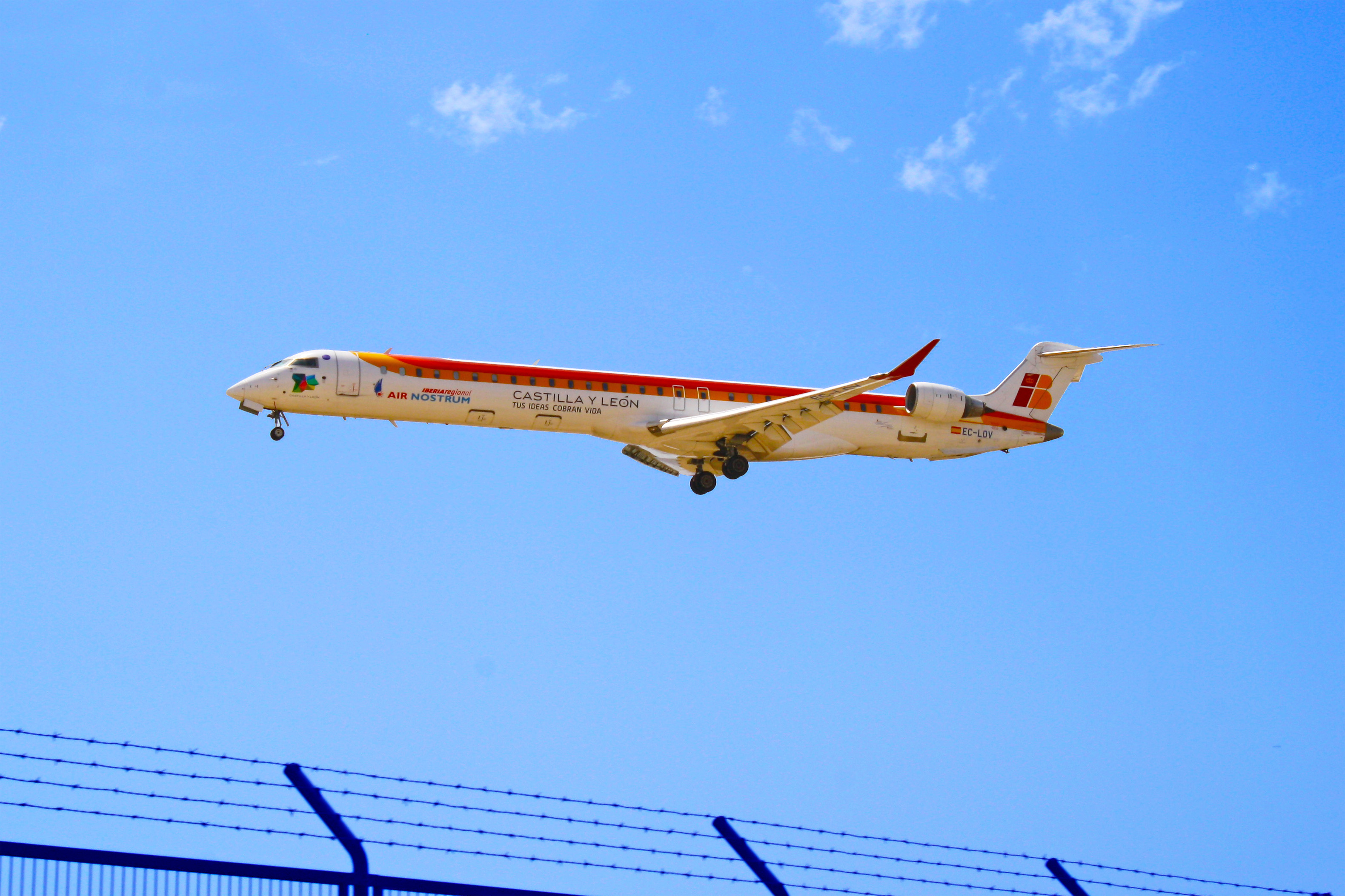
CRJ-1000 de Air Nostrum aterrizando en el Aeropuerto de Almería.

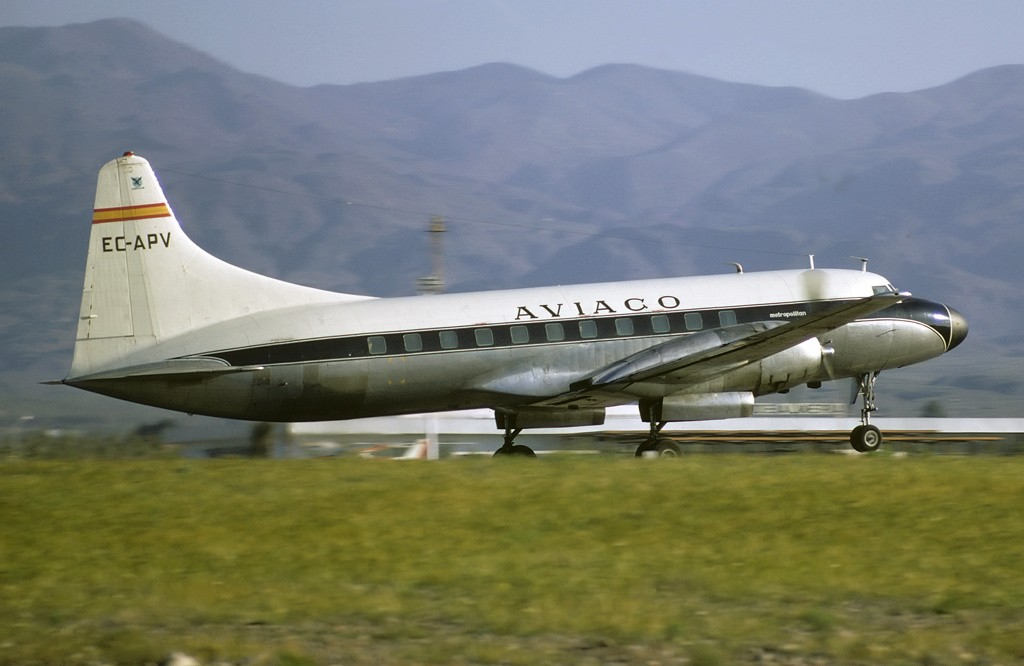
Un Convair 440 Metropolitan de la compañía Aviaco, en el año 1971.

### Destinos nacionales
| Ciudades            | Aeropuerto                                     | Aerolíneas                             | Aeronaves | Frecuencias semanales |
| España              | España                                         | España                                 | España    | España                |
| ------------------- | ---------------------------------------------- | -------------------------------------- | --------- | --------------------- |
| Andalucía           |                                                |                                        |           |                       |
| Sevilla             | Aeropuerto de Sevilla                          | Air Nostrum                            |           |                       |
| Islas Baleares      |                                                |                                        |           |                       |
| Palma de Mallorca   | Aeropuerto de Palma de Mallorca                | Air Nostrum                            |           |                       |
| Canarias            |                                                |                                        |           |                       |
| Gran Canaria        | Aeropuerto de Gran Canaria                     | Binter Canarias (Estacional)           |           |                       |
| Cataluña            |                                                |                                        |           |                       |
| Barcelona           | Aeropuerto Josep Tarradellas Barcelona-El Prat | Vueling                                | A3xx      |                       |
| Comunidad de Madrid |                                                |                                        |           |                       |
| Madrid              | Aeropuerto Adolfo Suárez Madrid-Barajas        | Air Nostrum / Iberia Express / Vueling |           |                       |
| Melilla             |                                                |                                        |           |                       |
| Melilla             | Aeropuerto de Melilla                          | Air Nostrum                            |           |                       |

### Destinos internacionales
| Bélgica         |                                                   |                                                    |      |  |
| Bruselas        | Aeropuerto de Bruselas-National                   | TUI fly Belgium (Estacional)                       |      |  |
| Charleroi       | Aeropuerto de Charleroi-Bruselas Sur              | Ryanair (Estacional)                               | B737 |  |
| Eslovaquia      |                                                   |                                                    |      |  |
| Bratislava      | Aeropuerto de Bratislava-Milan Rastislav Štefánik | SmartWings (Chárter Estacional)                    |      |  |
| Luxemburgo      |                                                   |                                                    |      |  |
| Luxemburgo      | Aeropuerto de Luxemburgo                          | Luxair (Estacional)                                |      |  |
| Países Bajos    |                                                   |                                                    |      |  |
| Róterdam        | Aeropuerto de Róterdam-La Haya                    | Transavia (Estacional)                             |      |  |
| Polonia         |                                                   |                                                    |      |  |
| Katowice        | Aeropuerto Internacional de Katowice              | SmartWings (Chárter Estacional)                    |      |  |
| Varsovia        | Aeropuerto de Varsovia-Chopin                     | LOT (Chárter Estacional)                           |      |  |
| Portugal        |                                                   |                                                    |      |  |
| Oporto          | Aeropuerto de Oporto                              | Air Nostrum                                        |      |  |
| Reino Unido     |                                                   |                                                    |      |  |
| Birmingham      | Aeropuerto de Birmingham                          | Jet2.com (Estacional)                              |      |  |
| Brístol         | Aeropuerto de Brístol                             | EasyJet (Estacional) / Jet2.com (Estacional)       | A3xx |  |
| Leeds           | Aeropuerto de Leeds-Bradford                      | Jet2.com (Estacional)                              |      |  |
| Londres         | Aeropuerto de Londres-Gatwick                     | EasyJet                                            | A3xx |  |
| Londres         | Aeropuerto de Londres-Luton                       | EasyJet (Estacional)                               | A3xx |  |
| Londres         | Aeropuerto de Londres-Stansted                    | Ryanair (Estacional)                               | B737 |  |
| Londres         | Aeropuerto de Londres-Southend                    | EasyJet (Estacional)                               | A3xx |  |
| Mánchester      | Aeropuerto de Mánchester                          | Jet2.com (Estacional) / Ryanair (Estacional)       | B737 |  |
| Nottingham      | Aeropuerto de East Midlands                       | Jet2.com (Estacional) (inicia 24 de mayo del 2026) |      |  |
| República Checa |                                                   |                                                    |      |  |
| Brno            | Aeropuerto de Brno-Tuřany                         | SmartWings (Chárter Estacional)                    |      |  |
| Praga           | Aeropuerto de Praga-Václav Havel                  | SmartWings (Estacional)                            |      |  |

## Uso militar
El Aeropuerto de Almería es utilizado frecuentemente por la Fuerza Aérea Española como aeropuerto de salida y de llegada de militares destinados a las misiones que lleva a cabo el Ejército Español en el extranjero, como en Afganistán. Muchos de estos militares son legionarios, procedentes de la cercana Base Álvarez de Sotomayor.

## Estadísticas
Ver fuente y consulta Wikidata.
|                                      | Pasajeros | Operaciones | Carga (toneladas) |
| ------------------------------------ | --------- | ----------- | ----------------- |
| 2000                                 | 914.312   | 13.431      | 473               |
| 2001                                 | 892.311   | 13.757      | 449               |
| 2002                                 | 846.467   | 15.142      | 123               |
| 2003                                 | 839.859   | 14.918      | 53                |
| 2004                                 | 830.930   | 15.046      | 51                |
| 2005                                 | 1.073.585 | 18.269      | 53                |
| 2006                                 | 1.055.545 | 18.451      | 36                |
| 2007                                 | 1.206.634 | 20.141      | 20                |
| 2008                                 | 1.024.303 | 18.280      | 21                |
| 2009                                 | 791.837   | 15.391      | 16                |
| 2010                                 | 786.877   | 16.112      | 14                |
| 2011                                 | 780.853   | 14.946      | 9                 |
| 2012                                 | 749.720   | 12.643      | 8                 |
| 2013                                 | 705.514   | 10.596      | 12                |
| 2014                                 | 744.847   | 10.759      | 8                 |
| 2015                                 | 691.240   | 10.278      | 19                |
| 2016                                 | 919.808   | 11.737      | 32                |
| 2017                                 | 1.007.446 | 12.218      | 574               |
| 2018                                 | 992.043   | 11.946      | 0                 |
| 2019                                 | 979.406   | 11.777      | 0                 |
| 2020                                 | 200.411   | 5.889       | 0                 |
| 2021                                 | 317.509   | 7.889       | 0                 |
| 2022                                 | 703.380   | 11.045      | 95                |
| 2023                                 | 775.393   | 11.187      | 46                |
| 2024                                 | 786.205   | 12.254      | 781               |
| Fuente: Estadísticas anuales de Aena |           |             |                   |

## Accidentes e incidentes
El 21 de enero de 2010 ocurrió el Accidente del helicóptero Helimer 207, cuando un helicóptero AW-139SAR de la Sociedad de Salvamento y Seguridad Marítima (SASEMAR) sufrió un trágico accidente cerca del Aeropuerto de Almería. El helicóptero, que realizaba una misión de rescate, se estrelló a unas 4,5 millas al sur del aeropuerto mientras regresaba a la base. Como resultado del accidente, tres tripulantes perdieron la vida.
El helicóptero, que estaba equipado para misiones de búsqueda y rescate, se encontraba realizando un operativo rutinario de apoyo a las labores de salvamento en la zona. Las causas exactas del accidente no fueron determinadas de inmediato, pero se trató de una tragedia significativa para la Sociedad de Salvamento y Seguridad Marítima y para la comunidad aeronáutica española. Este suceso resaltó los riesgos inherentes a las operaciones de rescate en condiciones difíciles, así como la importancia de la seguridad en estos tipos de misiones.
El accidente también provocó una gran conmoción en la región, con múltiples muestras de apoyo a las familias de las víctimas y a los equipos de rescate que continúan realizando labores peligrosas en el mar.

## Registros meteorológicos
| Datos Climáticos                                                                                     | Datos Climáticos | Datos Climáticos | Datos Climáticos | Datos Climáticos | Datos Climáticos | Datos Climáticos | Datos Climáticos | Datos Climáticos | Datos Climáticos | Datos Climáticos | Datos Climáticos | Datos Climáticos | Datos Climáticos | Datos Climáticos                     |
| --- | ---------------- | ---------------- | ---------------- | ---------------- | ---------------- | ---------------- | ---------------- | ---------------- | ---------------- | ---------------- | ---------------- | ---------------- | ---------------- | ------------------------------------ |
| ' | '                | ENE              | FEB              | MAR              | ABR              | MAY              | JUN              | JUL              | AGO              | SEP              | OCT              | NOV              | DIC              | Observaciones                        |
| Tª máx (°C)                                                                                          | 40,6             | 22,4             | 25,2             | 28,2             | 29,6             | 34,2             | 40,6             | 39,2             | 39               | 36               | 31,6             | 28               | 24,4             | Temperaturas máximas absolutas       |
| Tª mín (°C)                                                                                          | 0,1              | 0,1              | 3,6              | 3,2              | 8,3              | 10,2             | 13,2             | 15,4             | 15,2             | 10,1             | 12               | 5,4              | 5                | Temperaturas mínimas absolutas       |
| Tª med (°C)                                                                                          | 19,2             | 12,8             | 13,5             | 15,4             | 17,2             | 20,1             | 24               | 26               | 26,7             | 24,1             | 20,7             | 16,1             | 13,7             | Temperaturas medias                  |
| H.R. (%)                                                                                             | 64               | 66               | 66               | 64               | 62               | 63               | 60               | 60               | 62               | 65               | 67               | 64               | 66               | Humedad relativa ambiental media     |
| P.T. (mm)                                                                                            | 186,4            | 25,3             | 20,5             | 15               | 20,5             | 13,2             | 1,7              | 0,3              | 0,5              | 10,8             | 26,3             | 18,4             | 34               | Media de las precipitaciones totales |
| Horas sol                                                                                            | 2948             | 193              | 196              | 240              | 240              | 283              | 327              | 347              | 316              | 254              | 211              | 182              | 175              | Media de las horas de sol totales    |
| Datos registrados en la estación meteorológica del Aeropuerto de Almería entre los años 1997 y 2007. |                  |                  |                  |                  |                  |                  |                  |                  |                  |                  |                  |                  |                  |                                      |